# Campi Salentina
Campi Salentina est une commune italienne de la province de Lecce, dans la région des Pouilles.

## Toponymie
La commune est désignée sous le nom de Càmpie en salentin.

## Géographie
Comme les autres communes du Salento oriental, son climat est influencé par les vents froids d’origine balkanique, ou chauds d’origine africaine.

### Communes limitrophes
Cellino San Marco, Guagnano, Novoli, Salice Salentino, Squinzano, Trepuzzi, Veglie.

## Administration
| Période                                  | Période | Identité | Étiquette | Qualité |
| ---------------------------------------- | ------- | -------- | --------- | ------- |
|                                          |         |          |           |         |
| Les données manquantes sont à compléter. |         |          |           |         |

## Histoire
La plaine de Campi était déjà peuplée à l’âge du bronze, comme en témoignent les nombreux menhirs répandus sur tout le territoire communal.
Au XIe siècle avec la conquête normande, Campi devient une partie du comté de Lecce et au XIIe siècle devient le siège du diocèse, après que Tancrède d’Altavilla, roi de Sicile, fait don de la ville à l’évêque de Lecce.
Après l’époque normande, Campi passa sous la domination des Souabes et en 1220 l’empereur Frédéric II y fit construire un château qu’il choisit comme résidence d’été, avec le notaire Pier della Vigna. 
Les premiers seigneurs de Campi furent les Capece. En 1351, Raffaele Maremonti fut investi du fief par les moines basiliens et en 1404 la ville fut donnée aux Carlo, devenu barons et resta jusqu’en 1522 sous la direction de la famille, passant ensuite au gouvernement de Ferrante Ier, le fondateur de la famille Paladini. 
Pendant près d’un siècle Campi resta sous la baronnie Paladini, jusqu’au gouvernement des fils de Ferrante II, Muzio et Maria.
En 1625, Maria Paladini, unique héritière de la famille, épousa Giovanni Enriquez, régent du Conseil suprême de Madrid au royaume de Naples. Sous sa dynastie, la ville fut élevée au rang de marquisat, par décret royal de 1627 de Philippe IV d’Espagne et à cette occasion le château de la ville fut transformé en palais marquis avec des architectures extérieures et des intérieurs de style baroque. 
C’est à l'initiative de Giovanni que le couvent des Piaristes fut fondé à Campi le 24 mars 1629. Il était accompagné d'une bibliothèque adjacente. La première école accessible au peuple dans les Pouilles y fut ouverte. Cette période historique fut la plus florissante pour la ville.

## Personnalités
- Carmelo Bene (1937-2002), acteur, écrivain, réalisateur et metteur en scène.